# えびの送信所
座標: 北緯32度4分59秒 東経130度49分41秒 / 北緯32.08306度 東経130.82806度

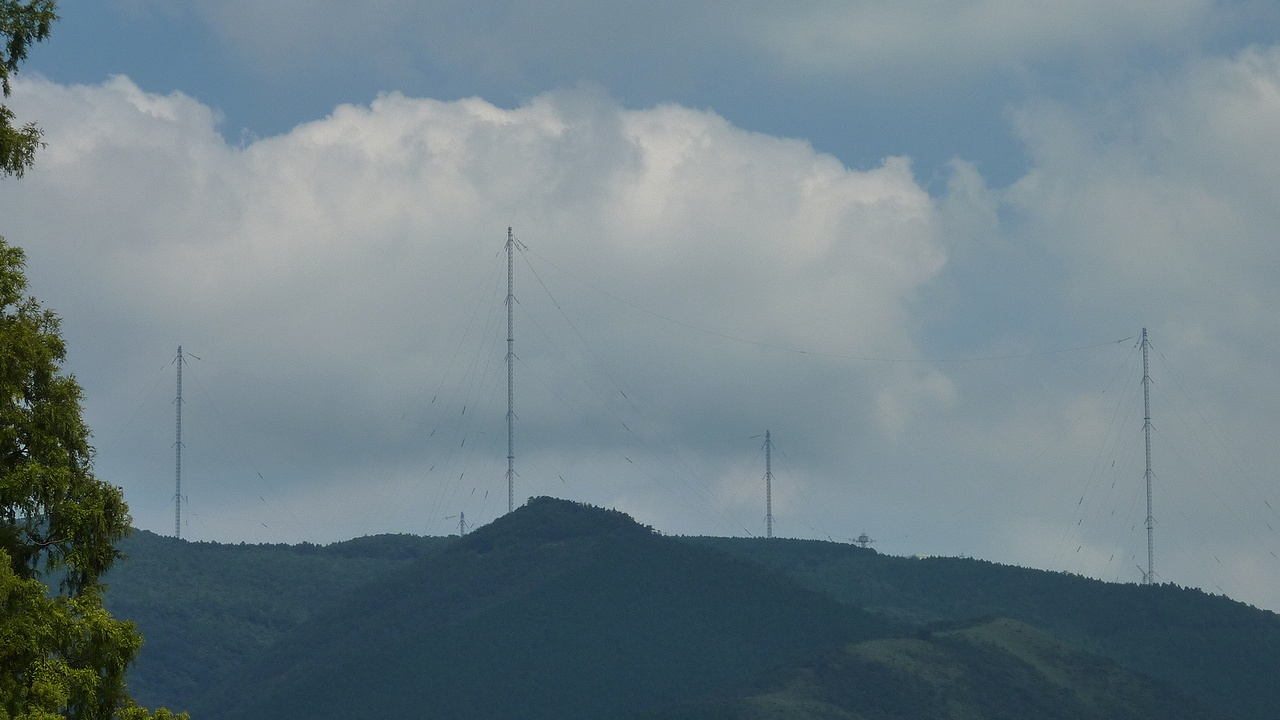
麓からの眺望

えびの送信所（えびのそうしんしょ）は、宮崎県えびの市大字大明司字六本原に所在する海上自衛隊の送信所である。
所長は3等海佐。

## 概要
潜水艦向けの超長波(VLF)送信施設として新設されたものである。えびの市北部の丘陵上にあり、建設に際しては反対運動もあった。1986年にえびの市に開設の打診がなされ、1991年（平成3年）に完成している。
海上自衛隊では、潜水艦通信の充実を図り、1980年代初頭よりVLF送信施設の整備を検討していた。五六中業にも整備が明記される等、重要施策であり、当初は福岡県での建設も検討されたが、最終的にはえびの市に建設された。
えびの送信所は、システム通信隊群中央システム通信隊が管理・運営を行っている。これ以前はNTTの名崎送信所を用い、長波による対潜水艦送信を行なっていた。中央システム通信隊では、他に通信施設として千葉県市原市に市原送信所、旭市に飯岡受信所を運用している。また、通信内容が暗号化されていることもあり、自衛隊施設としては珍しく送信所業務の民間委託を行っている。
稼働中の超長波通信施設としては日本国内唯一のものであり、使用周波数は22.2kHz、出力200kW、識別符号JJI。また電波特性上、アンテナ（電気興業製）も巨大で高さ約160mから約270mの4基2列、計8基の鉄塔間にアンテナワイヤーをめぐらしたものとなっており、アンテナ部が地上100mで一定となるように設計されている。これは日本で最も大きなアンテナとなっている。
海上自衛隊によれば、えびの送信所の老朽化に伴い、えびの市内での送信所移転を予定している。2025年までに新通信所用地を選定し、2036年末の運用開始を計画している。